# يطروفة رفيعة الأوراق
يطروفة رفيعة الأوراق (الاسم العلمي:Jatropha angustifolia) هي نوع من النباتات تتبع جنس اليطروفة من الفصيلة الفربيونية.